# Parascolaimus proprius
Parascolaimus proprius is een rondwormensoort uit de familie van de Axonolaimidae.